# Türkisches Gambit
Türkisches Gambit ist der zweite Fandorin-Roman von Boris Akunin. Der Titel des Romans ist eine Anlehnung an das Gambit, einer Eröffnung im Schach.

## Inhalt
Der Roman wird aus der Sicht der jungen Russin Warja Suworowa erzählt, die im Jahr 1877 ihrem Verlobten nach Bulgarien nachreist, nachdem er sich zum Russisch-Osmanischen Krieg gemeldet hat. Als sie in einer schwierigen Situation unerwartete Hilfe von Fandorin erhält, gelangt sie mit ihm an die russische Front bei der Belagerung von Plewna. Der Roman beschreibt die erfolglosen Angriffe auf die Stadt, während Fandorin und Suworowa mit geheimdienstlichen Aufgaben betraut werden. Sie decken schließlich eine List auf, die den Fluchtversuch der türkischen Truppen aus Plewna vereitelt. Dadurch erlangt der Krieg eine Wendung zugunsten von Russland, doch Fandorin erkennt in letzter Sekunde, dass ein türkischer Spion eine weitere List plant, die die europäischen Mächte gegen Russland mobilisiert hätte. Als Fandorin den Plan aufdeckt, verschanzt sich der Spion und wartet auf Verstärkung, die aber den Russen unterliegt.

## Adaptionen
- Johannes Steck spricht den Text des Romans in dem gleichnamigen 2005 erschienenen sechs CDs umfassenden Hörbuch des Verlags Edel Germany GmbH aus Hamburg.[1]
- Der Roman wurde in Russland zwei Mal verfilmt: Einmal als vierteilige Fernsehserie und einmal als 132-minütiger Spielfilm Türkisches Gambit: 1877 – Die Schlacht am Bosporus unter Regisseur Dschanik Fajsijew mit Egor Beroev in der Rolle des Erast Fandorin.[2][3]